# لیمبورگ آن در لان
شهر لیمبورگ آن در لان (به آلمانی: Limburg an der Lahn) در ایالت هسن در کشور آلمان واقع شده‌است.

## نگارخانه

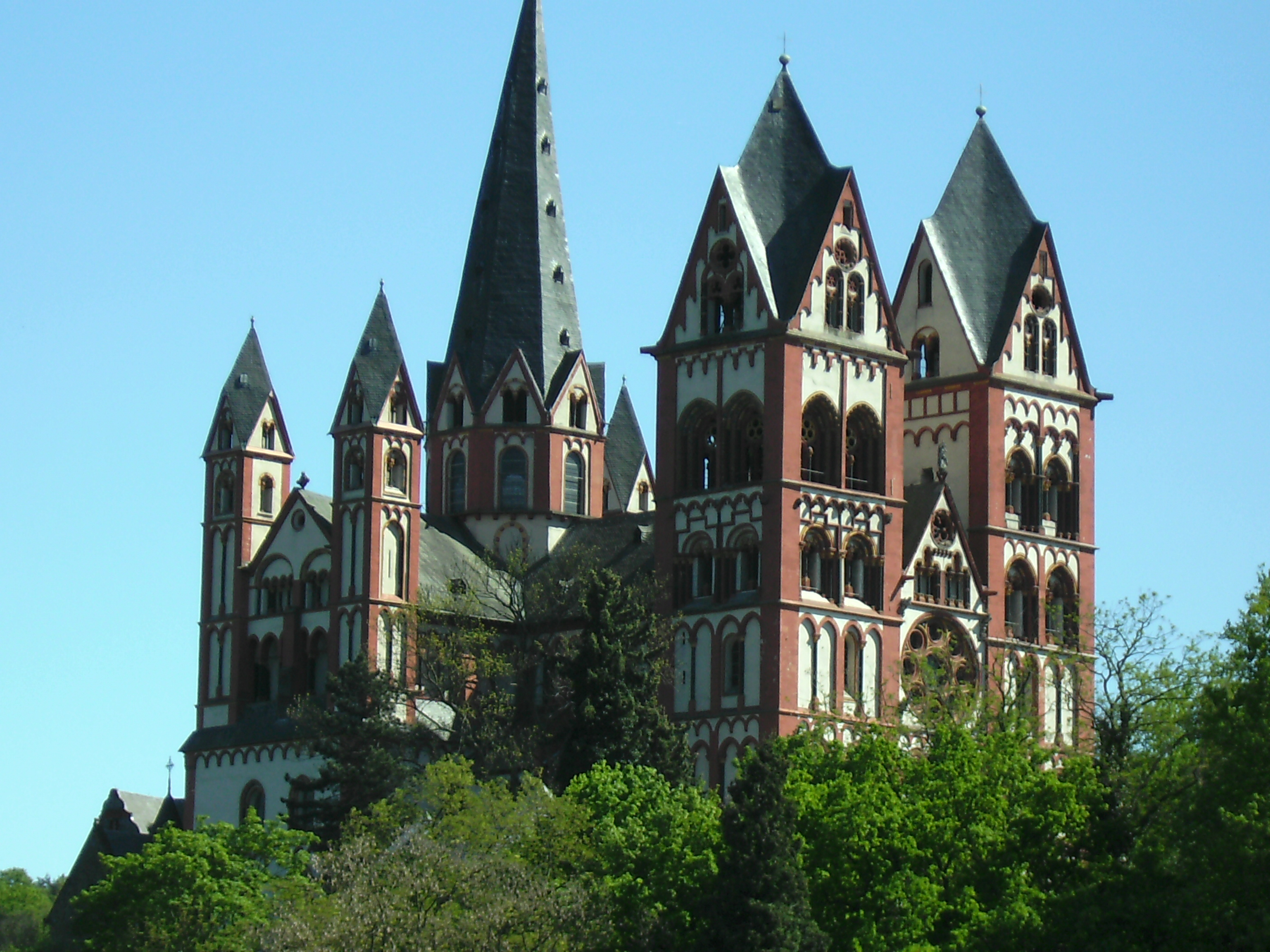
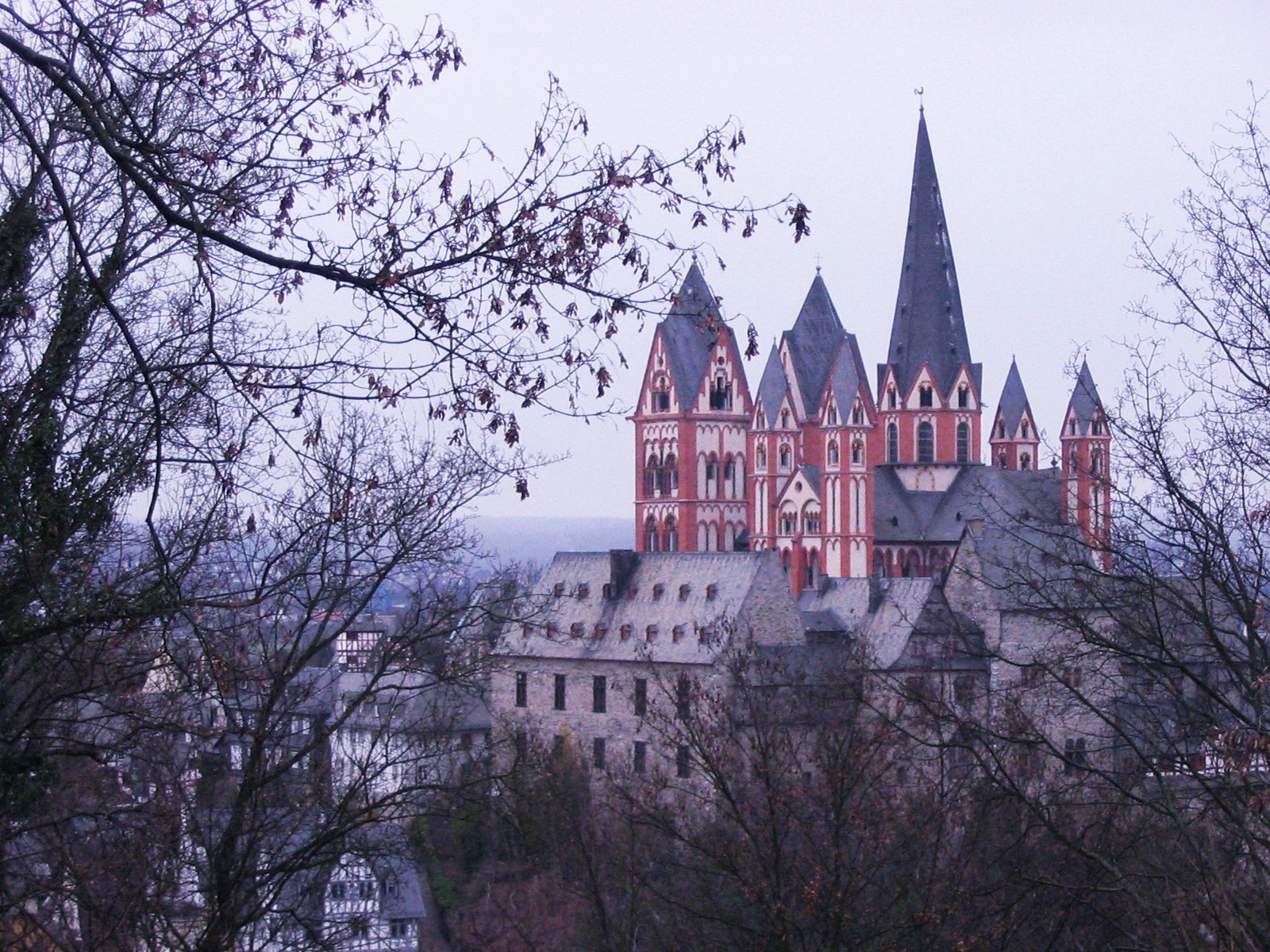
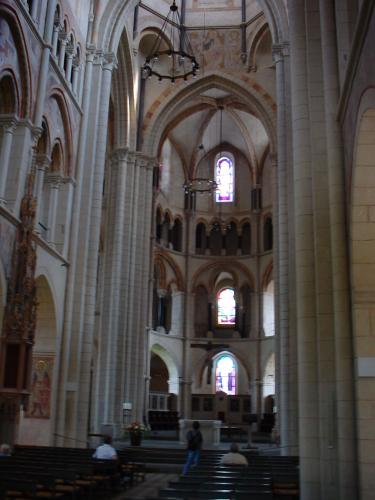
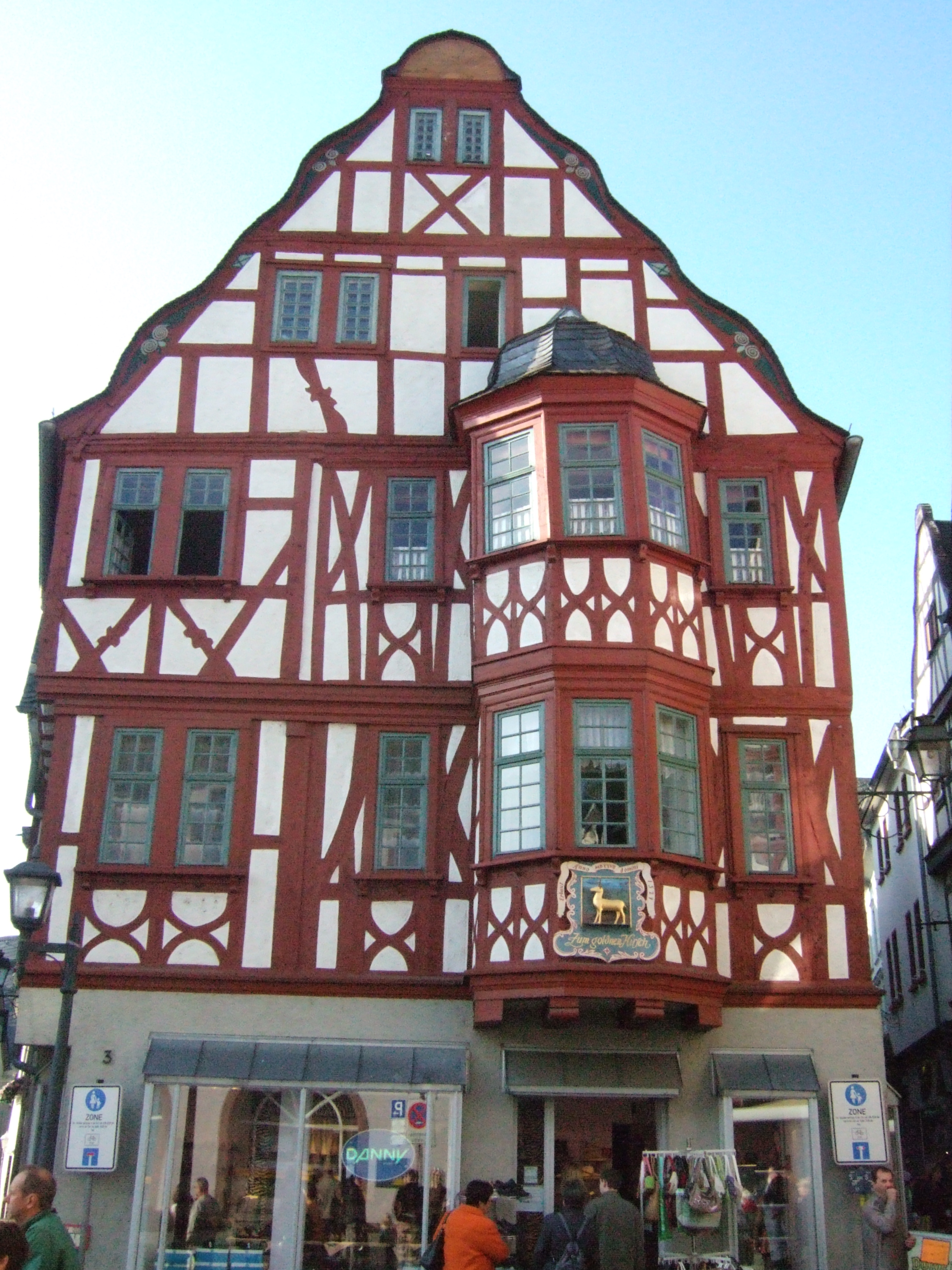
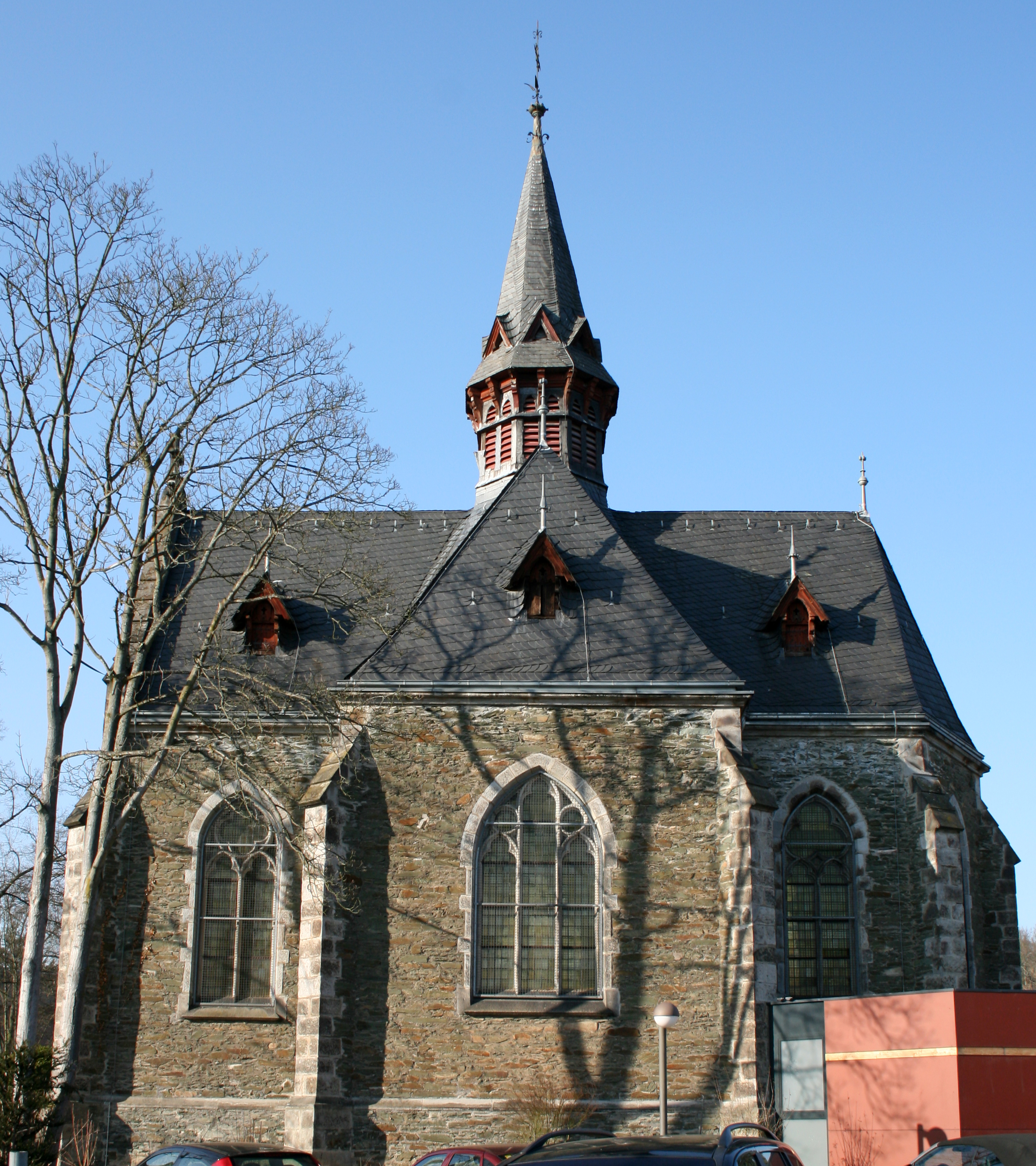
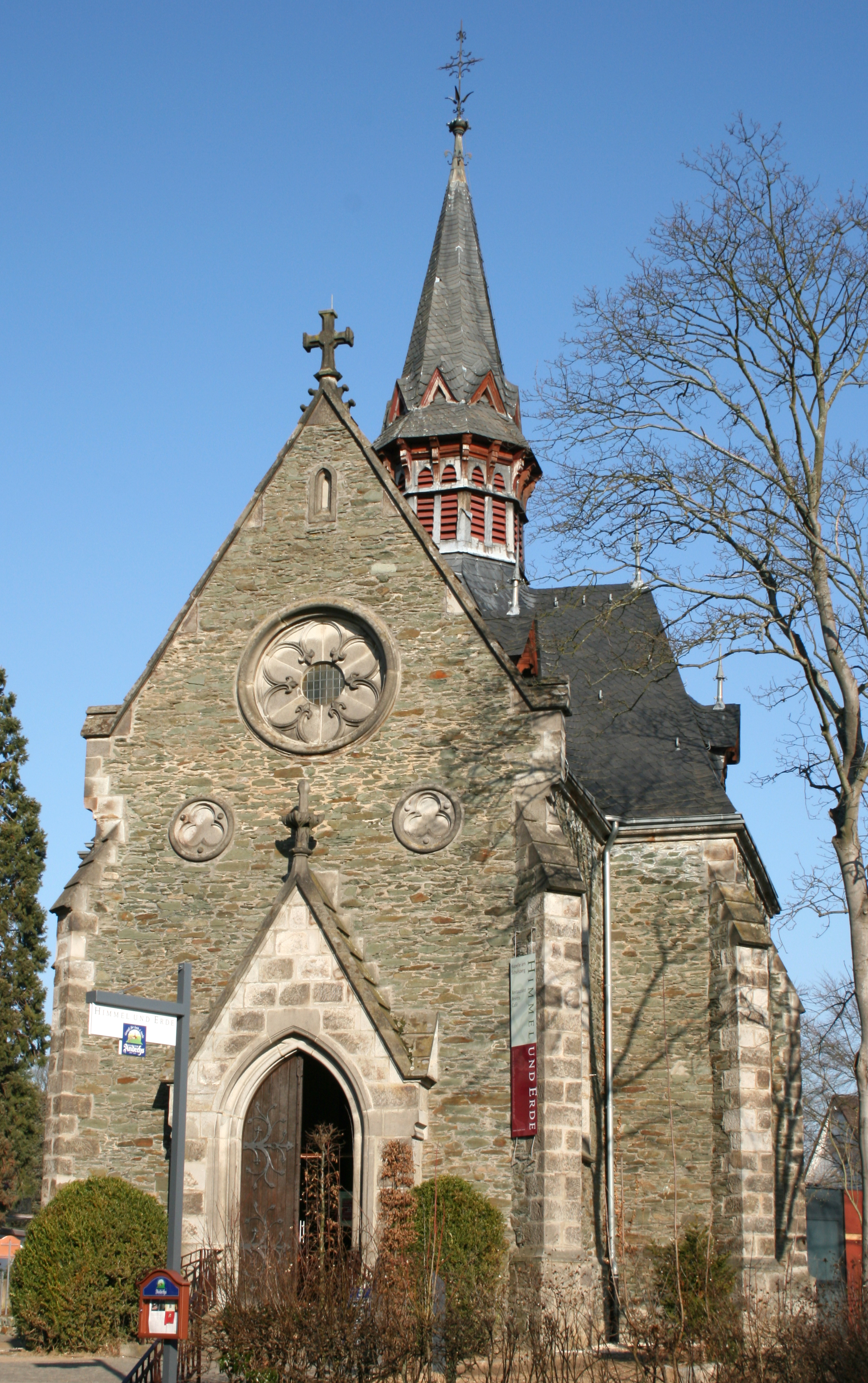